# Caroline Calvé
Caroline Calvé (Hull (Québec), 1 oktober 1978) is een Canadese snowboardster. Ze vertegenwoordigde haar vaderland op de Olympische Winterspelen 2010 in Vancouver.

## Carrière
Bij haar wereldbekerdebuut, in december 2003 in Whistler, scoorde Calvé direct haar eerste wereldbekerpunten. In oktober 2006 behaalde ze in Landgraaf haar eerste toptienklassering in een wereldbekerwedstrijd, tweeënhalf jaar later stond ze in Valmalenco voor de eerste keer op het wereldbekerpodium. Op 21 december 2011 boekte de Canadese in Carezza haar eerste wereldbekerzege.
In haar carrière nam Calvé drie keer deel aan de wereldkampioenschappen snowboarden. Haar beste prestatie leverde ze op de wereldkampioenschappen snowboarden 2007 in Arosa met een tiende plaats op de parallelslalom.
Tijdens de Olympische Winterspelen van 2010 in Vancouver eindigde Calvé als twintigste op de parallelreuzenslalom.

## Resultaten

### Olympische Winterspelen
| Jaar | Plaats    | Resultaten               |
| ---- | --------- | ------------------------ |
| 2010 | Vancouver | 20e Parallelreuzenslalom |

### Wereldkampioenschappen
| Jaar | Plaats    | Resultaten                                  |
| ---- | --------- | ------------------------------------------- |
| 2007 | Arosa     | 10e Parallelslalom 29e Parallelreuzenslalom |
| 2009 | Gangwon   | 25e Parallelslalom 11e Parallelreuzenslalom |
| 2011 | La Molina | 18e Parallelslalom 21e Parallelreuzenslalom |
| 2013 | Stoneham  | 19e Parallelslalom 34e Parallelreuzenslalom |

### Wereldbeker
Eindklasseringen
| Seizoen   | Algm | PAR |
| --------- | ---- | --- |
| 2003/2004 | -    | 80e |
| 2005/2006 | 123e | 47e |
| 2006/2007 | 42e  | 22e |
| 2007/2008 | 61e  | 28e |
| 2008/2009 | 47e  | 21e |
| 2009/2010 | 44e  | 19e |
| 2010/2011 | 28e  | 17e |
| 2011/2012 | –    | 12e |

Wereldbekerzeges
| Datum            | Plaats  | Discipline           |
| ---------------- | ------- | -------------------- |
| 21 december 2011 | Carezza | Parallelreuzenslalom |